# Lisa Castel
Lisa Castel (sinh năm 1955 tại Quela, tỉnh Malanje), là một nhà văn và nhà báo người Anh.
Theo Luís Kandjimbo, Castel thuộc về một nhóm các nhà văn nữ đương đại ở Angola như Ana Paula Tavares, Amélia daolea và Ana de Santana, người mà ông gọi là "Thế hệ của những điều không chắc chắn" ("Geração das Incertezas") người thường thể hiện sự thống khổ và u sầu trong các tác phẩm của họ, bày tỏ sự thất vọng với các điều kiện chính trị và xã hội trong nước.
Castel đã làm việc cho Jornal de Angola và tạp chí Archote Bà là tác giả của tập thơ Mukanda, xuất bản năm 1988.

## Công trinh
- Mukanda, uanda, Ăng-gô-la: União dos Escritores Angolanos, 1988. OCLC 29273201